# Capnia bifida
Capnia bifida är en bäcksländeart som beskrevs av Jewett 1960. Capnia bifida ingår i släktet Capnia och familjen småbäcksländor. Inga underarter finns listade i Catalogue of Life.